# 梅小惠
梅小惠（英語：Toto Mui Siu Wai，1966年4月17日—），生於香港，籍貫廣東台山，前無綫電視女藝員，前無綫電視節目監製，無綫電視劇集監製梅小青胞妹。

## 簡歷
梅小惠早年居住在九龍旺角通菜街58號，畢業於香港漢文師範同學會附屬學校（1979年第28屆下午校，其胞姊梅小玲、胞兄梅尚仁與梅尚智亦分別於1974年、1976年和1979年畢業）和聖瑪加利女書院（九龍分校）。在1985年參加健美小姐，梅小惠的代表作有《他來自江湖》、《皆大歡喜》等，其「傻大姐」性格與招牌「馬笑聲」，皆受到香港觀眾的歡迎。其著名金句為："梅小惠，世上最美麗"。
梅小惠於2004年在無綫電視完成了《皆大歡喜》拍攝後，已開始淡出演藝界投身設計公司，但仍會在一些大型綜藝節目或清談節目中出現，如每年歡樂滿東華梅亦擔任司儀，也不時在一些港產片出現。
梅在香港演藝圈中的好友包括阮兆祥、鄧兆尊、曾志偉、江欣燕等。
梅曾與演員曾偉權拍拖，不過傳聞因為馬來西亞艺人葉麗儀的介入而分手。

## 音樂作品

### EP
| 專輯 # | 專輯名稱 | 專輯類型 | 發行公司 | 發行日期 | 曲目 |
| ------ | -------- | -------- | -------- | -------- | --- |
| 1st    | 是祥惠的 | EP       | 藝能動音 | 1994年   | 曲目 1. 94世界杯瘋狂"QK"版（阮兆祥/梅小惠合唱） 2. 十二萬火急熱線（阮兆祥/梅小惠合唱） 3. 衣食住行玩新人（阮兆祥/梅小惠合唱） 4. 我的母親（阮兆祥/梅小惠合唱） |

## 作品列表

### 監製
| 首播   | 劇名                     |
| 2020年 | 雙祥見（MyTV Super首播） |
| 2025年 | 友乜唔講得               |

### 演員

#### 電視劇

##### 亞洲電視
| 首播   | 劇名       | 角色   |
| 1986年 | 滿堂紅     | 賀如寶 |
| 1986年 | 通靈       | 何子欣 |
| 1986年 | 柔情點三八 | 梅詩敏 |

##### 無線電視
| 首播          | 劇名           | 角色               |
| 1987年        | 人海綠皮書2    | 四集，飾演不同角色 |
| 1988年        | 鬥氣一族       | 朱巧瑩             |
| 1988年        | 大都會         | 婚宴賓客           |
| 1988年        | 都市方程式     | Gigi               |
| 1988年        | 阿德也瘋狂     | 石燕燕             |
| 1988年        | 狙擊神探       |                    |
| 1989年        | 吉星報喜       | 跳楼女子/詐騙女子  |
| 1989年        | 蓋世豪俠       | 阿 蘭              |
| 1989年        | 萬家傳說       | 李大妹             |
| 1989年        | 義不容情       | 阿 珍              |
| 1989年        | 無冕急先鋒     | -                  |
| 1989年        | 淘氣雙子星     | 李西西             |
| 1989年        | 公私三文治     | 張佩麗（二妹）     |
| 1989年        | 他来自江湖     | 司徒佩芝（甩頭芝） |
| 1989年        | 天涯歌女       | 秦 莉              |
| 1990年        | 笑傲在明天     | 謝西西             |
| 1991年        | 大家族         | 蔣健兒（DoDo）     |
| 1992年        | 武林幸運星     | 田寵兒             |
| 1992年        | 巨人           | 方潔儀             |
| 1992年        | 兄兄我我       | 歐嘉寶             |
| 1993年        | 龍兄鼠弟       | 太 太（第30集）    |
| 1994年        | 成日受傷的男人 | 吳碧惠             |
| 1995年        | 娛樂插班生     | 陸其鐮             |
| 1995年        | 天降奇緣       | 鄧如珠             |
| 1996年        | 殭屍福星       | -                  |
| 1997年        | 當女人愛上男人 | 楊美蘭             |
| 1997年        | 樂壇插班生     | 陸明霞             |
| 1997年        | 香港人在廣州   | 王 凰              |
| 1998年        | 師奶强人       | 慕容珠             |
| 1999年        | 千里姻緣兜錯圈 | 黃玉琴（琴姐）     |
| 1999年        | 命轉情真       | 方家希             |
| 2000年        | 夢想成真       | 葉綺夢             |
| 2001年        | 錦繡良緣       | 鄭 艷              |
| 2001年        | 皆大歡喜       | 石 美（猪頭美）    |
| 2003年-2004年 | 皆大歡喜       | 石 美              |
| 2005年        | 聊斋           | 朱夫人             |

#### 其他演出（無綫電視）
- 點解咁好笑（1988）
- 歡樂今宵（1990-1994）（曾以怪馬笑聲出位演出）
- 城市小心眼（1990）（廖啟智）
- 1992年度香港小姐競選決賽（1992）
- 銀禧搞笑工程（1992）（夏雨、胡楓）
- 新春萬事joke（1994）（阮兆祥、區海倫）
- 港姐鬥戲片場（1994）（陳百祥）
- 香港搞笑工程（1994）（吳剛、朱咪咪、許秋怡、黃一山、雷宇揚）
- 三峽狀元爭霸戰（1995）（黃霑）
- 非常勁秋鄭少秋（1996）（曾華倩）
- 電視大贏家（1997-1998）（汪明荃、江欣燕）
- 鄭秀文看鄭秀文（2004）（鄧梓峰）
- 飛越大長針（2005）飾 皇后
- 飛越大長針 (2006) 飾 大妃
- 飛越大長針（2006）飾 惠大妃/大王大妃
- 歡樂滿東華
- 美女廚房 (第二輯)（2009）（第10集演出）
- 星星同學會（2009）（第26集）
- 夜宵磨（2012）（第2集）
- 友乜唔講得（2025）

#### 電影
- 1990年
  - 《嘩鬼住正隔籬》 飾 Yummy
  - 《靚足100分》 飾 青青
  - 《瘦虎肥龍》
  - 《師兄撞鬼》 飾 Beautiful
  - 《至尊計狀元才》 飾 Sexy
  - 《無敵幸運星》 飾 主角黃秋生的妻子
  - 《摩登如來神掌》 飾 小蠻
- 1991年
  - 《我老婆唔係人》飾 梅惠芳
- 1992年
  - 《漫畫威龍》 飾 朱朱
- 1993年
  - 《智勇雙妹嘜》 飾
- 1994年
  - 《昨夜長風》 飾 徐玉圓
- 2005年
  - 《妃子笑》飾 阿史
- 2009年
  - 《矮仔多情》飾 Mary姐

#### 電台節目
- 《開心日報》（2003-2005）（香港電台第一台，當主持人車淑梅放假時任客席主持）
- 《月光光呵呵呵》（2015年9月4日-2016年7月1日）（雷霆881，與梁泰來及鄔家麟主持）

#### 舞台劇
- 原名昨天孩子《小姐有約》（1991年5月25日-6月2日）香港文化中心大劇院，演員包括 鄧萃雯 梅小惠 羅慧娟 麥皓為 李楓 林明輝 編劇杜國威

## 外部連結
- 梅小惠的Instagram帳戶
- 梅小惠在互联网电影资料库（IMDb）上的資料（英文）
- 梅小惠在香港影庫上的簡介
- 梅小惠在时光网上的簡介（简体中文）
- 梅小惠在豆瓣上的资料（简体中文）